# صوتية
الوحدة الصوتية أو الوحدة الصوتية الصُّغرى أو الصوتية أو الفُونِيمَة أو الصَّوْتَم (بالإنجليزية: Phoneme)‏ هو في اللسانيات النطقية، أصغر وحدة أساسية في الدراسة الصوتية الحديثة لأية لغة بشرية يُميز بها المعنى، ومما عليه إجماع الباحثين أنه ليس للفونيمة ـ وباستثناء الوظيفة أو القيمة الصوتية ـ أية قيمة أو وظيفة أخـرى يؤديها، ذلك أن المستوى الصوتي كما يرى مارتيني «تخلو عناصره من المعنى».

لذلك يمكن تعريف الصوتية بأنها أصغر وحدة صوتية تستعمل في بناء الكلام، وتؤثر فيه، بحيث لا يمكن استبدالها بفونيمة آخر دون تغير في المعنى، لذا قد تحمل الصوتية الواحدة عدة تأديات في لغة واحدة، قد تشكل هذه التأديات فونيمات مختلفة في لغات أخرى.
ومن ذلك ـ على سبيل التمثيل في العربية ـ حرفُ الهجاء «ص» يتميَّزُ عـن حرف الهجاء «س» في كلمتين «صارَ» و«سارَ» فيكون صوت الصاد متمايزا عن صوت السِّين لأن اختلاف الكلمتين في المعنى يرجع إلى هذا الاختلاف بين صوتي الحرفين، فالصاد والسين في العربية فونيمان مختلفان، في حين أن هذاين الصوتين (الصاد والسين) يعتبران في الفرنسية والإنجليزية فونيما واحدا.

## تعريف الصوتية
يعرّفه التهانوي بأنه مقابل للحرف وهو كل حالة صوتية تعتري الحرف بين التجريد والتجاور والحركة. 
ويعرفه بلومفيلد الذي يعُدُّ أول من عرفها بأنه «أصغر وحدة من وحدات السمات الصوتية المتمايزة»، ويتفق اللسانيون مع ما ذهب إليه بلومفيلد حيث يستخدمون مصطلح الصوتية للدلالة على أصغر وحدة فـي السلسلة الكلامية محدَّدةً بصفاتها المميِّزة، وقد تختلف الصفات المميزة للفونيمة الواحدة مِن لغة إلى أخرى، فالباء فـي الفرنسية توصف بالجهر لأن في الثنائية " Bas - Pas "يفرق الجهر بين الكلمتين ـ بينما انعدام حرف مهموس لـه باقي صفات الباء في العربية يجعل هذا النوع من التقابل غير ممكن.
ويعرفه تروبتسكي «أصغر وحدة فونولوجية في اللسان المدروس»
وهذا ما سبق لابن خلدون أن لمح إليه في معرض حديثه عن الحرف، وهو عنده «كيفية تعرض من تقطيع الصوت بقرع اللهاة وأطراف الأسنان من الحنك والحلق والأضراس أو بقرع الشفتين، فتتغاير كيفيات الأصوات بتغاير ذلك القرع وتجيء الحروف متمايزة في السمع وتتركب منها الكلمات الدالة على ما في الضمائر والتي يختلف نظامهــا باختلاف الأمم»، وهو تعريف أساسي يأخذ في عين الاعتبار كيفية إخراج الصوت من المتكلم وكيفية تلقيه من السامع مما لا تثبته حتى التعريفات الحديثة.

## صور الصوتيات
لذلك نجد أن الصُوَيْت له صور متعددة في الكلام الواقعي، ولكن العقل يحتفظ بصورة انطباعية واحدة منتزعة من الأشكال المتعددة. وهذه الصورة المجردة جزء من النظام اللغوي الذي يختزنه الشخص في الذاكرة.
أما في الكلام فالصويت يتخذ صورًا متعددة متقاربة بحسب موقعه في الكلمة وما يسبقه وما يلحقه من أصوات أخرى. فمثلا صُوَيْت /ر/ في (رجع) يختلف نطقه قليلا عنه في /رضع/ لأن الأول جاء بعده /ج/ والثاني أتى بعده /ض/. كذللك مرقوم (مورفيم) /س/ في (سجد) يختلف نطقه عنه في (سطع). هذه الأشكال المختلفة التي نصادفها في الكلام الواقعي تدعى allophones (لُوَيْفظات / ألّوفونات). وكل صُوَيْت له عدد لا متناه من اللُوَيْفِظات.

## أنواع الصوتيات
يمكن تقسيم الوحدات الصوئتية بحسب المخارج والصفات إلى نوعين:الصوامت والصوائت

### الصوامت
الصامت هو الصوت الذي يعترضه حاجز يسد مجرى النفس أو يضيقه. فمن أمثلة الصوامت التي يُسد مجرى الهواء عند نطقها: ب، ت، د.
والصوامت في العربية أربعة أنواع:
1. أصوات شديدة (انفجارية): وهي التي يسد عند نطقها مجرى النفس تماما ثم يحدث له انطلاق فجائي، مثل: ب، ت، د، ض، ط، ك، ق، ء.
2. أصوات رخوة (احتكاكية): وهي التي لا يُسد مجرى النفس تماما عند نطقها، بل يمر محتكا بالعضوين الذين ضيقا مجراه، وهذه الأصوات هي: ث، ح، خ، ذ، ز، س، ش، ص، ظ، ع، غ، ف، هـ.
3. أصوات مركبة: وهي الأصوات الناتجة عن حبسٌ للهواء يعقبه تضييق يولد احتكاكا، وفي العربية صوت واحد بهذه الصفة هو صوت ج.
4. الأصوات المائعة: وهي الأصوات التي يصاحبها اتساع أو تسرب في مجرى النفس في موضع آخر. وهذا يحدث لأصوات: و، ي، ن، ر، ل، م.

### الصوائت
الصوت الصائت هو الذي لا يعترض مجرى النفس عند نطقه سدٌّ أو تضييق (يمكن الصياح بها). وفي العربية ستة صوائت (حركات):
ثلاثة قصيرة هي: الفتحة (ـَ) (a)، والكسرة (ـِ) (i)، والضمة (ـُ) (u).
وثلاثة طويلة (أصوات مد) هي: الفتحة الطويلة (ـَا) (aa) في مثال (بَاب)، والكسرة الطويلة (ـِي) (ii) في مثال (عِيد)، والضمة الطويلة (ـُو) (uu) في مثال (نُور)،

## الخلفية والأفكار ذات الصلة
يعتقد أن مصطلح صوتية Phoneme مشتق من اليونانية القديمة ويعني «الكلام المنطوق أو الصوت الذي يُلفظ». استخدم هذا المصطلح لأول مرة من قبل أنطونيو دوفريش ديسجينتيس في عام 1873، وقد استخدمه مشيراً إلى صوت الكلام فقط، لكن المصطلح طُور لاحقاً من قبل اللغوي البولندي جان نيسيستاو باودوين وتلميذه ميكوتاج كروسزوسكي خلال الأعوام (1875 – 1895). أصبح دانيال جونز لاحقاً أول عالم لغوي في العالم الغربي يستخدم المصطلح phoneme بمعناه الحالي، عندما ذكره في مقاله «البنية الصوتية للغة سيشوانا». حدثت تطورات هامة على استخدام هذا المصطلح في أعمال نيكولاي تروبتزكوي وآخرين من مدرسة براغ اللغوية خلال الأعوام (1926-1935)، وفي أعمال بعض علماء الإنسانيات مثل فرديناند دي سوسور وإدوارد سابير وليونارد بلومفيلد، وقد رفض بعضهم (لم يكن سابير) فكرة الوظيفة المعرفية والنفسية للغة.
أعيد تعريف المصطلح واستخدم لاحقاً في علم النحو التوليدي من قبل نعوم تشومسكي وموريس هال، ولا يزال يستخدم بشكل رئيسي في العديد من الروايات عن تطور علم الأصوات الحديث كمفهوم أو نموذج نظري، وعلى الرغم من ذلك فقد عُدل هذا المصطلح أو استبدل بمصطلحات أخرى.
اقترح بعض اللغويين مثل رومان جاكوبسون وموريس هالي أن الصوتيات اللغوية يمكن تحليلها بشكل أكثر تفصيلاً إلى المكونات التي تشكل الحد الأدنى الحقيقي للغة ما. تتداخل هذه المكونات مع بعضها البعض في الوقت المناسب، كما تتداخل الأصوات في اللغة الشفهية أو حتى في لغات الإشارة. يمكن تمييز المكونات بطرق مختلفة، فقد عرفها جاكوبسون وزملاؤه بالمصطلحات الصوتية، أما تشومسكي وهالي فقد استخدما أساساً جزيئياً في الغالب، على الرغم من التأكيد على بعض الخصائص الصوتية لها، في حين أن بيتر لاديفوغيد قد استخدم نظاماً جزيئياً بالكامل للتعبير عن المصطلحات الصوتية. استُخدم مصطلح chroneme في بعض اللغات للإشارة إلى طول مدة تباين الأصوات، وفي اللغات التي تكون النغمات فيها صوتية يطلق على الأصوات اللغوية اسم نغمات. على الرغم من أن جميع الباحثين الذين يعملون على مثل هذه اللغات لا يستخدمون هذه المصطلحات، لكن لا يمكن القول إنها أصبحت مصطلحات قديمة أو بالية.

## وصلات خارجية
- دراسة تقابلية للأصوات اللغوية في التركية والعربية